# Marcel Lévy
Pour les articles homonymes, voir Lévy.
 (novembre 2014).
Si vous disposez d'ouvrages ou d'articles de référence ou si vous connaissez des sites web de qualité traitant du thème abordé ici, merci de compléter l'article en donnant les références utiles à sa vérifiabilité et en les liant à la section « Notes et références ».
Marcel Lévy, né le 28 janvier 1899 à Paris et mort le 10 février 1994, est un écrivain français. 

## Biographie
Marcel Lévy est l'auteur de La Vie et moi, premier livre publié au soir de sa vie, en 1992, alors qu'il est âgé de 93 ans. Il y raconte les échecs de sa vie sur un ton que la critique compare à Chamfort, Cioran ou Paul Léautaud.
Le livre est accueilli favorablement par la critique et le public. Roland Jaccard dans son compte-rendu publié dans Le Monde déclare : « Marcel Lévy invente un nouveau genre littéraire : la déclaration de faillite. »
Marcel Lévy meurt peu de temps après, en 1994.
En 2000, l'éditeur Phébus publie Conversations aux Champs-Élysées, un livre posthume de Marcel Lévy.